# Famille de Laparra
Pour les articles homonymes, voir Laparra.
La famille de Laparra est une famille éteinte de la noblesse française, originaire du Rouergue. Elle a formé des branches établies dans l'Aveyron et le Quercy.

## Patronyme
Cette famille éteinte ne doit pas être confondue avec la famille de Laparre de Saint-Sernin, originaire de Verdun-sur-Garonne, anoblie en 1815.

## Histoire
Dans son livre Histoire d'Entraygues-sur-Truyère (1933), l'abbé Ginisty rapporte que cette famille apparaît à l'aube du XIIIe siècle à Entraygues avec notamment Raimond Laparra qui en 1275 rédigea la charte communale dont Henri II, comte de Rodez et seigneur d'Entraygues lui confère la notairie.
Marc-Antoine-François de Gaujal écrit : « Maison ancienne, distinguée par sa bienfaisance et ses services. En 1372, le duc d'Anjou, lieutenant de roi en Guienne et en Languedoc, donna à Guillaume de Laparra une partie de la terre de Gradels, pour le récompenser d'avoir contribué à chasser les Anglais du Rouergue.»

## Personnalités
- Louis de Laparra de Fieux (1651-1706), lieutenant général et gouverneur de Niort

## Filiation

### Branche du XIV auXVIesiècle
- Guillaume de Laparra, reçoit en 1372 la coseigneurie de Gradels par le duc d'Anjou frère du roi Charles V en récompense de la guerre contre les Anglais. Il fut père de :
  - Déodat, qui suit :
  - Bernard, consul de Rodez en 1380.
  - Pierre, il fonda en 1384 à Rodez un hôpital qui porta son nom[4].
    - Déodat de Laparra, docteur ès lois[5], anobli en 1377[3], il fonde en 1380 à Entraygues un hôpital dont il ne subsiste plus et une collégiale de quatre prêtres dans une église qu'il avait fait bâtir.
      - Antoine de Laparra, seigneur de La Tour, qui eut : 
        - Jean, qui suit :
        - Hélène, mariée le 12 février 1447 à Arnaud de Rességuier.
          - Jean de Laparra, licencié en droit. Il fut l'un des testamentaires du connétable d'Armagnacs. il eut :
          - Georges, qui suit :
          - Pierre, Branche en Quercy[6].
          - Jean, seigneur de Grezel, second fils à s'établir en Quercy.
            - Georges de Laparra, seigneur de La Tour, le 8 juillet 1468 par acte de Gaspard de Cabrespine notaire, il eut pour enfants :
              - Hélion, qui suit :
              - Guillaume, grand Archidiacre de Rodez.
              - Claude, par acte du notaire Jean de Rioman, le 20 mai 1508 il fit la collation de la chapelle d'Entraygues.
                - Hélion de Laparra, écuyer, seigneur de La Tour, il épouse Gaugette de la Roquetaillade, demoiselle de La Coste dont il eut :
                  - Michel, qui suit :
                  - Vesian, marié à Jeanne de Faramond, sans postérité.

### Branche Laparra de Salgues
- Michel de Laparra, chevalier, gentilhomme de la Chambre du roi de Charles IX, hérite du nom et des armes par son mariage en 1551 avec Marie de Salgues, fille unique de Marie de Castelnau et Gaucelin de Salgues, écuyer. Gaucelin testa le 8 janvier 1558 et rend hérédité à Pierre fils de Michel et Marie sous l'obligation de prendre le nom et les armes de Salgues. dont[7] :
  - Pierre Laparra de Salgues, sans postérité.
  - Catherine Laparra de Salgues, Seigneuresse de Salgues, marié à Nicolas de Borzes, sieur de Requista.
    - Étienne de Borzes, seigneur de Salgues, par testament le 24 février 1638 il partagea ses biens par égales entre François Laparra de Salgues, seigneur de Lieucamp et Guillot de Glandières, sieur de la Boissonade.
- Il épouse en secondes noces Charlotte Du Cros, fille d'Antoine Du Cros, seigneur de Lieucamp et Madeleine d'Albin de Valsergues d'où :
  - François-Charles, Branche Laparra de Fieux.
  - Michel Laparra de Salgues, seigneur de La Tour et de Lieucamp, épouse Catherine de Fontanges, dont :
    - François Laparra de Salgues, seigneur de Lieucamp, hérite de la seigneurie de Salgues de son cousin Étienne de Borzes. marié en 1614 à Anne de Rességuier de Villecomtal, dont :
      - François-Charles Laparra de Salgues, seigneur de Lieucamp, qui épouse le 28 juin 1639 Louise de Lastic, dont :
        - Philibert Laparra de Salgues, seigneur de Lieucamp et de Salgues, maintenu dans sa noblesse par jugement du 29 novembre 1701 de l'intendant de Montauban M. Legendre[8], épouse en 1678 Marguerite de Molinier, dont :
          - Joseph Laparra de Salgues, seigneur de salgues, qui épouse en 1712 Charlotte de Falguières, d'où :
            - Philibert Laparra de Salgues, qui épouse le 30 janvier 1751 Thérèse-Marguerite de Moré, fille de Gabriel, seigneur de La Salle et de La Fage, dont :
              - Jean-Raymond-Philibert Laparra de Salgues, chevalier de Saint-Louis et de la Légion d'Honneur, lieutenant colonel d'artillerie, décédé en 1855, marié à Marie-Marguerite de La Marche dont :
                - Françoise-Amanda Laparra de Salgues, qui épouse le 28 juin 1843 le comte Adrien de Vivens.

## Alliances
Les principales alliances de la famille de Laparra sont : de Rességuier, de la Roquetaillade, de Salgues, de Fontanges, de Scorailles, de Lastic, de Molinier, de Falguières, de Moré, etc.